# 小行星7394
小行星7394（英語：7394 Xanthomalitia）是一颗围绕太阳公转的小行星。1985年8月18日，尼古拉·切爾尼赫在克里米亚发现了此天体。
这颗小行星的绝对星等为193.489541930149等。